# Content Vectoring Protocol
Das Content Vectoring Protocol (CVP) ist ein Protokoll für Firewalls, welches diesen ermöglicht, definierte Inhalte durch ein externes Programm überprüfen zu lassen, das den Inhalt als unbedenklich einstufen muss, bevor die Firewall diesen passieren lässt. 
Die Prüfung muss hierbei nicht zwangsläufig auf demselben System erfolgen, auf dem die Firewall betrieben wird. 
Der häufigste Anwendung für CVP ist die Prüfung auf Computerviren.